# グレンジャー因果性

時系列 X と時系列 Y の間にグレンジャー因果性がある場合、X のパターンに近いパターンが、少し遅れて Y に現れる（矢印で示された２つの例を参照）。このように、 X の過去の値を Y の将来の値を予測に使用することができる。

グレンジャー因果性検定（グレンジャーいんがせいけんてい、 英: Granger causality test）は、ある時系列が別の時系列の予測に役立つかどうかを判断するための統計的仮説検定で、1969年に初めて提案された。通常、回帰は「単なる」相関関係を反映するものだが、クライヴ・グレンジャーは、ある時系列の過去の値が別の時系列の将来の値を予測する能力を測定することにより、経済学における因果関係を検証できると主張した。「真の因果関係」は非常に哲学的な問題であり、前後に続く事象に因果関係があると仮定する前後即因果の誤謬が起こり得るため、計量経済学者はグレンジャー検定が「予測的因果関係」しか見つけられないものだと主張する 。「因果関係」という用語を単独で使用することは誤用で、グレンジャー因果性は「前後関係（precedence）」、またはグレンジャー自身が1977年に主張したように「時間的な関連（temporally related）」 と説明される方が適切である。
グレンジャー因果性検定では、Y を X が引き起こすか ではなく、Y を X で予測できるか を検定する。
通常、Xの過去の値（およびYの過去の値）に対する一連のt-検定およびF-検定を通じて、Xの値が将来のYの値に関して統計的に有意な情報を提供できると証明された場合に、「時系列Xから時系列Yへのグレンジャー因果性がある」と言われる。
また、グレンジャーは、経済学以外の分野でグレンジャー因果性検定を使用した研究の中に、「ばかげた」結論に達したものがあると強調した。彼はノーベル賞の受賞講演でも、「もちろん、ばかげた論文が多く登場した」と述べた。ただし、計算が単純なことから、時系列データの因果関係分析として、今でもよく使用される方法である。グレンジャー因果性の本来の定義では、潜在的な交絡が考慮されておらず、また、同時的な因果関係や非線形の因果関係は捉えられない。これらの問題に対処するために、いくつかの拡張が提案されている。

## 直感的な理解
時間に応じて変化するYの値を予測する際に、Y自体の過去の値だけに基づいた予測よりも、Yの過去の値およびXの過去の値に基づいた方が良い予測ができる場合に、「時系列変数Xから時系列変数Yへのグレンジャー因果性がある」と言う。

## 基礎原理
グレンジャーは、2つの原理に基づいて因果関係を定義した：
1. 原因は、その結果よりも前に発生する。
2. 原因には、その結果の将来の値に関する「固有」の情報がある。

因果関係に関するこれら2つの仮定から、グレンジャーは、 {\displaystyle X}が{\displaystyle Y}に与える因果関係の特定のために、次の仮説の検証を提案した：
{\displaystyle \mathbb {P} [Y(t+1)\in A\mid {\mathcal {I}}(t)]\neq \mathbb {P} [Y(t+1)\in A\mid {\mathcal {I}}_{-X}(t)],}
確率を{\displaystyle \mathbb {P} }とし、 {\displaystyle A}を任意の空でない集合とする。ここで、{\displaystyle {\mathcal {I}}(t)}および{\displaystyle {\mathcal {I}}_{-X}(t)}をそれぞれ「その時点に入手可能な全情報」および「{\displaystyle X}が除外された状態でその時点に入手可能な全情報」とする。上の仮説が採択される場合には、{\displaystyle X}から{\displaystyle Y}へのグレンジャー因果性があるとされる。

## 方法
時系列が定常的である場合には、2つ（またはそれ以上）の変数の定常値を使用して検定が行われる。変数が非定常的である場合には、検定は１階（またはそれ以上）の階差を使用して行われる。含まれる過去の値の数は、通常、赤池情報量基準やシュヴァルツ情報量基準などの情報量基準を使用して選択される。回帰モデルにおいて、ある変数の過去の値は、（1）t検定において有意な場合や、（2）F検定において、その変数の過去の値と別の変数の過去の値が合同で説明力を追加する場合には、モデルに維持される。説明変数の過去の値が回帰モデルに残らない場合には、グレンジャー因果性がないという帰無仮説は棄却されない。
実際には、どちらの変数からもグレンジャー因果性がない場合や、２つの変数からそれぞれグレンジャー因果性がある場合も、見受けられる。

### 数学的説明
yとxを定常性を持つ時系列とする。xからyへのグレンジャー因果性がないという帰無仮説を検定するために、最初に、yの単変量自己回帰モデルに含める適切な（異なる時点の）yの値の数を決める：
{\displaystyle y_{t}=a_{0}+a_{1}y_{t-1}+a_{2}y_{t-2}+\cdots +a_{m}y_{t-m}+{\text{error}}_{t}.}
次に、xの過去の値を含めることで、自己回帰モデルを拡張する。
{\displaystyle y_{t}=a_{0}+a_{1}y_{t-1}+a_{2}y_{t-2}+\cdots +a_{m}y_{t-m}+b_{p}x_{t-p}+\cdots +b_{q}x_{t-q}+{\text{error}}_{t}.}
この回帰モデルには、t統計量に従って個別に有意であることが示されたxの過去の値をすべて含める。ただし、xの過去の値が集合的に回帰モデルの説明力を強めることが、F検定（帰無仮説は「xによって集合的に説明力は追加されない」）で示された場合に限る。上記の拡張回帰モデルの表記では、xが有意となる最小の時間差がp、最大の時間差がqとなる。
xからyへのグレンジャー因果性がないという帰無仮説が採択されるのは、回帰モデルの中に有意なxの過去の値が残らなかった場合のみである。

### 多変量解析
多変量グレンジャー因果性検定は通常、ベクトル自己回帰モデル（VAR）を時系列データに当てはめて行われる。特に、時間{\displaystyle t=1,\ldots ,T}において{\displaystyle X(t)\in \mathbb {R} ^{d\times 1}}を{\displaystyle d}次元の多変量時系列とする。グレンジャー因果性は、{\displaystyle L}個の時点に対するVARモデルで以下のように行われる。
{\displaystyle X(t)=\sum _{\tau =1}^{L}A_{\tau }X(t-\tau )+\varepsilon (t),}
ここで、{\displaystyle \varepsilon (t)}はホワイトガウスランダムベクトルであり、 {\displaystyle A_{\tau }}はそれぞれの{\displaystyle \tau }における行列である。{\displaystyle \tau =1,\ldots ,L}において要素{\displaystyle A_{\tau }(j,i)}の１つ以上がゼロよりも（絶対値が）大幅に大きい場合には、時系列{\displaystyle X_{i}}から別の時系列{\displaystyle X_{j}}へグレンジャー因果性があるとされる。

### ノンパラメトリック検定
上記の線形性に基づく方法は、平均でグレンジャー因果性を検定するのに適している。ただし、分散などのより高次なモーメントでグレンジャー因果性を検出することはできない。グレンジャー因果性のノンパラメトリック検定は、この問題に対処するように設計されている。これらの検定におけるグレンジャー因果性の定義は一般的なもので、線形自己回帰モデルなどのモデルを仮定しない。グレンジャー因果性のノンパラメトリック検定は、高次モーメントや非線形性などを含む、より優れたパラメトリックモデルを構築するための診断ツールとして使用することができる。

## 限界
グレンジャー因果“性”という名前が示す通り、グレンジャー因果性は必ずしも真の因果関係ではない。実際に、グレンジャー因果性検定は、因果関係と恒常的連接を同一視するヒュームによる因果関係の定義のみを満たす。XとYの両方が共通の第３のプロセスによって違う遅れで影響を受ける場合でも、グレンジャー因果性の対立仮説を棄却できない可能性がある。ただし、一方の変数を操作しても、もう一方の変数は変わらない。実際に、グレンジャー因果性検定は１組の変数を処理するように設計されており、真の関係に3つ以上の変数が含まれる場合、誤解を招く結果が生じる可能性がある。
その上で、因果性の確率論的見方を考えると、特に確率論的因果性におけるライヘンバッハの共通原因の概念を考慮すると、グレンジャー因果性はその意味で真の因果関係と見なすことができると主張されてきた。
誤解を招く検定結果となる他の考え得る原因には、（1）不十分または過剰なサンプリングの頻度、（2）非線形の因果関係、（3）時系列の非定常性と非線形性、および（4）合理的な期待値の存在などがある。ベクトル自己回帰モデルを使用すると、変数を増やして同様の検定ができる。

## 拡張
「誤差項が正規分布に従う」という仮定からの逸脱に敏感ではないグレンジャー因果性の検定方法が開発されている。多くの金融変数は正規分布とはならないため、この方法は金融経済学で特に重宝されている。最近、正の変化の因果作用を負の変化の因果作用から分離するために、非対称の因果関係検定が文献で提案されている。グレンジャー（非）因果検定をパネルデータに拡張することもできる。GARCH（一般化自己回帰分散不均一）タイプの整数値時系列モデルに基づく修正グレンジャー因果性検定は、多くの分野で利用できる。
グレンジャー因果性を拡張し、その動的で時変的な性質を取り入れることで、時系列データの因果関係が時間とともにどのように変化していくかをよりニュアンス豊かに理解することができる。この方法論は、従来のグレンジャー因果性検定の限界を克服し、異なる期間にわたる因果関係の変化を理解するために、前方拡大窓（FE）、ローリング窓（RO）、再帰的発展窓（RE）などの再帰的手法を使用する。この手法の中心的な側面は、Stataの'tvgc'コマンドである。イーサリアムの取引手数料と経済サブシステムを含むデータなどの実証的応用は、経時的な経済関係の動的性質を浮き彫りにする。